# イフ・ユー・ゴー・アウェイ
「イフ・ユー・ゴー・アウェイ」(If You Go Away) は、ポップ・グループであるニュー・キッズ・オン・ザ・ブロックの楽曲。ただし、ジャケットにはグループの愛称である「NKOTB」の頭文字しか記載されていない。 アルバム未収録の独立したシングルとして1991年12月14日にリリースされたが、後に1994年のアルバム『Face the Music』に収録された。 ジョン・ベティス、トレイ・ロレンツ、ウォルター・アファナシェフの共作として書かれ、アファナシェフが音楽プロデューサーも務めた。リードボーカルは、ジョーダン・ナイトとジョー・マッキンタイアがとり、ダニー・ウッドが語りを入れている。この曲は、グループが、長年マネジメントとプロデュースを担当してきたモーリス・スターのもとを離れた後に、最初に発表した作品であった。

## 反響
ニュー・キッズ・オン・ザ・ブロックは、この曲で全米トップ20に返り咲き、Billboard Hot 100 で最高16位、全英シングルチャートで最高9位となり、それまでの3枚のシングルがトップ40入りを逃していた状況から、再び跳ね上がって商業的成功を収めた。リップシンク（口パク）疑惑が持ち上がる中、グループは『The Arsenio Hall Show』に出演して、この曲を歌った。この曲は、グループにとって最後のヒット曲となり、その後は2008年の「Summertime」まで、トップ40入りするヒット曲はなく、また、トップ20入りのヒットは出ていない。

## トラック・リスト
イギリス レコード 7" 
1. If You Go Away – 4:00
2. Call It What You Want [C&C Pump It Up 7" Mix] – 4:12

マキシCD 
1. If You Go Away – 4:00
2. Didn't I (Blow Your Mind) – 4:24
3. Please Don't Go Girl – 4:30
4. I'll Be Loving You (Forever) – 4:22

## チャート
| チャート（1992年）                | 最高位 |
| --------------------------------- | ------ |
| オーストラリア (ARIA)             | 26     |
| ベルギー (Ultratop 50 Flanders)   | 25     |
| カナダ (Canadian Singles Chart)   | 6      |
| ドイツ (GfK Entertainment charts) | 34     |
| アイルランド (IRMA)               | 26     |
| オランダ (Single Top 100)         | 10     |
| ノルウェー (VG-lista)             | 4      |
| スウェーデン (Sverigetopplistan)  | 25     |
| UK シングルス (OCC)               | 9      |
| 全米Billboard Hot 100             | 16     |